# خوزه د لا ساگرا
خوزه د لا ساگرا (انگلیسی: José de la Sagra؛ زادهٔ ۱ آوریل ۱۹۷۶) بازیکن سابق و مربی فوتبال اهل اسپانیا است که در پست هافبک بازی می‌کرد. او دومین سرمربی فعلی لیدا اسپورتیو است.
وی همچنین در تیم‌های ملی فوتبال زیر ۱۸ سال اسپانیا و زیر ۱۹ سال اسپانیا بازی کرده‌است.